# François Houtart-Cossée
François Emmanuel Henri Houtart, ook Houtart-Cossée genoemd, (Jumet, 6 februari 1802 - Aiseau, 15 mei 1876) was een Belgisch industrieel en senator.

## Biografie
François Houtart was een telg uit de familie Houtart. Hij was een zoon van Emmanuel Houtart (1764-1835), industrieel glasblazer, en Marie-Antoinette Monseu (1774-1860). Hij trouwde in 1828 in Marchienne-au-Pont met Fulvie Cossée (1808-1887). Hij was een broer van Jules Houtart, een neef van Léon Houtart, de grootvader van Albert Houtart, een oom van Édouard Houtart en een grootom van Maurice Houtart.
Beroepshalve was hij actief in de glasindustrie:
- stichter en directeur van de Compagnie des Verreries de Mariemont (1828-1843),
- directeur-generaal van de Manufacture de Glaces, Verres à vitre, Cristaux et Gobeleteries (1836-1837),
- directeur van de Verreries de Jumet (1837-1843),
- stichter en directeur-generaal van de Manufacture des Glaces de Sainte-Marie d'Oignies (1843-1876), op de voormalige locatie van de priorij van Oignies
- bestuurder van de Forges, Usines et Fonderies de Haine-Saint-Pierre.

Van 1848 tot 1860 was hij provincieraadslid van Henegouwen en van 1841 tot 1844 was hij gemeenteraadslid en schepen van Haine-Saint-Pierre.
In 1863 werd hij verkozen tot katholiek senator voor het arrondissement Charleroi, een mandaat dat hij vervulde tot in 1874.
Drie van zijn kleinkinderen werden in 1921 in de Belgische adelstand opgenomen.